# فاولر بیچ (دلاویر)
فاولر بیچ (به انگلیسی: Fowler Beach) یک منطقهٔ مسکونی در ایالات متحده آمریکا است که در شهرستان ساسکس، دلاویر واقع شده‌است. فاولر بیچ ۰٫۰ متر بالاتر از سطح دریا واقع شده‌است.